# Don (Schotland)
De Don is een rivier in Aberdeenshire in Schotland. Ze ontspringt in de Cairngorm Mountains en stroomt 131 kilometer oostwaarts richting Noordzee om uit te monden bij Aberdeen. De Don stroomt door de plaatsen Alford, Kemnay, Inverurie, Kintore en Dyce. De zijrivier Urie mondt bij Inverurie uit in de Don.
De Don staat bekend als viswater voor zalm en zeeforel.